# Ponte móvel de Leça
A ponte móvel de Leça situa-se no porto de Leixões, e tem como objectivo ligar duas margens do porto, mais concretamente Matosinhos a Leça da Palmeira, dando acesso à doca nº 4, mas também levantar para os navios poderem navegar através dela. É um importante meio de ligação, pois se tal não existisse não seria possível a travessia do porto com tanta facilidade. 
Inaugurada a 30 de julho de 2007 esta foi projectada pelo Arquitecto João Motta Guedes e teve a participação também dos Engenheiros das empresas Proman e JNA. 
Um trabalho em conjunto que possibilitou que esta vencesse vários prémios nacionais e internacionais.
A ponte foi construída para substituir uma mais antiga.
A nova ponte tem como principais objectivos:
- Uma melhor circulação rodoviária e pedonal;
- Acesso de navios de maior porte no Porto de Leixões, como o de classe "Panamax";
- Aumento da competitividade do Porto;
- Maior velocidade de abertura e fecho das duas partes do vão;
- Minimizar constrangimento na transposição da ponte;
- Melhoria dos acessos em ambas margens;
- Reduzir número de vezes do levantamento da ponte;
- Substituir mecanismos da antiga ponte com 50 anos;
- Aumentar acesso da frota mundial para 75%;

Novas caracteristicas estruturais:
- Alargamento do vão para 92 metros;
- Cobertura na faixa pedonal;
- Dois elevadores para os peões;
- Moderno sistema hidráulico de abertura e fecho;
- Alargamento do canal navegável de 59 metros para 77,5 metros;
- Estrutura mais ligeira;
- Peso total: 1300 t;
- Peso de cada vão: 290 t;
- Dois grande suportes estruturais, pintados de azul, em forma de H, que suportam as forças exercidas pela ponte;
- Altura total da ponte: 42 metros;
- Altura do vão passa de 9,4 metros para 10,7 metros.

Uma das principais vantagens desta nova ponte é o tempo ganho na passagem dos barcos.
Por um lado, o aumento de altura do vão já não é preciso fazer subir tantas vezes a ponte, beneficiando a circulação rodoviária pois não tem que ser interrompida.
Por outro lado, o facto de ter um novo equipamento elétrico e hidráulico permite uma maior eficiência na abertura e no fecho da ponto, reduzido cerca de 6 minutos o tempo em relação à antiga ponte.
Este projecto foi concretizado pela empresa Mota Engil - Engenharia de Construção, SA, comparticipado pela POAT – Programa Operacional de Acessibilidades e Transporte e CPTP - Companhia Portuguesa de Trabalhos Portuários e Construções, SA e financiado em 50% pela União Europeia.
É a 4ª maior ponte móvel do mundo, ficando atrás da ponte móvel de Barcelona, Valência e Miami.
O custo total da obra foi cerca de 14 milhões de euros. 
Algumas informações gerais da ponte:
| Localização              | Porto de Leixões |
| Tipo de ponte            | Basculante |
| Inauguração              | 30 de Julho de 2007 |
| Cliente                  | APDL - Administraçãõ dos Portos do Douro e Leixões S.A. |
| Arquitecto               | João Motta Guedes |
| Engenheiros responsáveis | Correia de Araújo e Campos e Matos (ante-projecto); PROMAN - Centro de Estudos e Projectos, SA; JNA - Nunes de Almeida Engenharia e Projectos, Unipessoal, Lda. (projecto) |
| Prémios                  | European Steel Design Awards 2007; ECCS - European Convention for Construction Steelwork                                                                                   |
| Largura do tabuleiro     | 10,7 m (mais 1,3 m que a anterior) |
| Peso de cada tabuleiro   | 290 toneladas |
| Vão livre                | 77,5 m (mais 19 que a anterior) |

## Ponte anterior
Inaugurada em 1961, a ponte móvel de Leça veio substituir as pontes anteriores que ligavam Matosinhos a Leça da Palmeira, destruídas pela abertura da doca 1 do porto de Leixões. A pensar no futuro alargamento do porto, optou-se por uma ponte levadiça. Esta ponte acabou por ser demolida em 2007, dando lugar a uma nova estrutura similar, mais alta e larga, para permitir o acesso dos navios porta-contentores à doca 4.